# Herencia
Herencia és un municipi d'Espanya, al nord-oest de la província de Ciudad Real, a la comunitat autònoma de Castella-La Manxa. Està situada 130 quilòmetres al sud de Madrid i a 5 del límit amb la província de Toledo. Tenia una població de 8.372 habitants l'1 de gener del 2006, segons l'INE.